# Borkovice

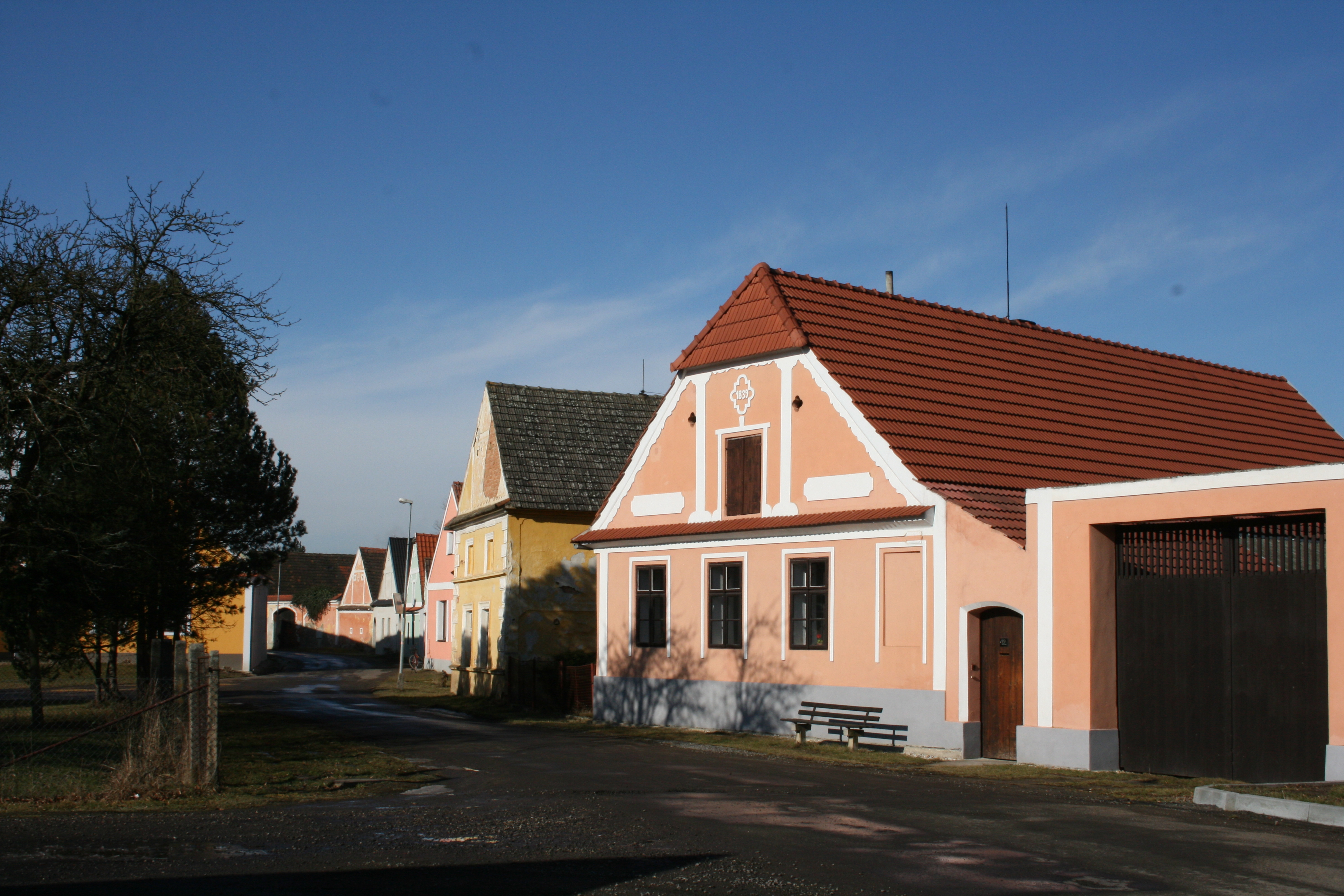
Gehöfte im Bauernbarock am Dorfplatz

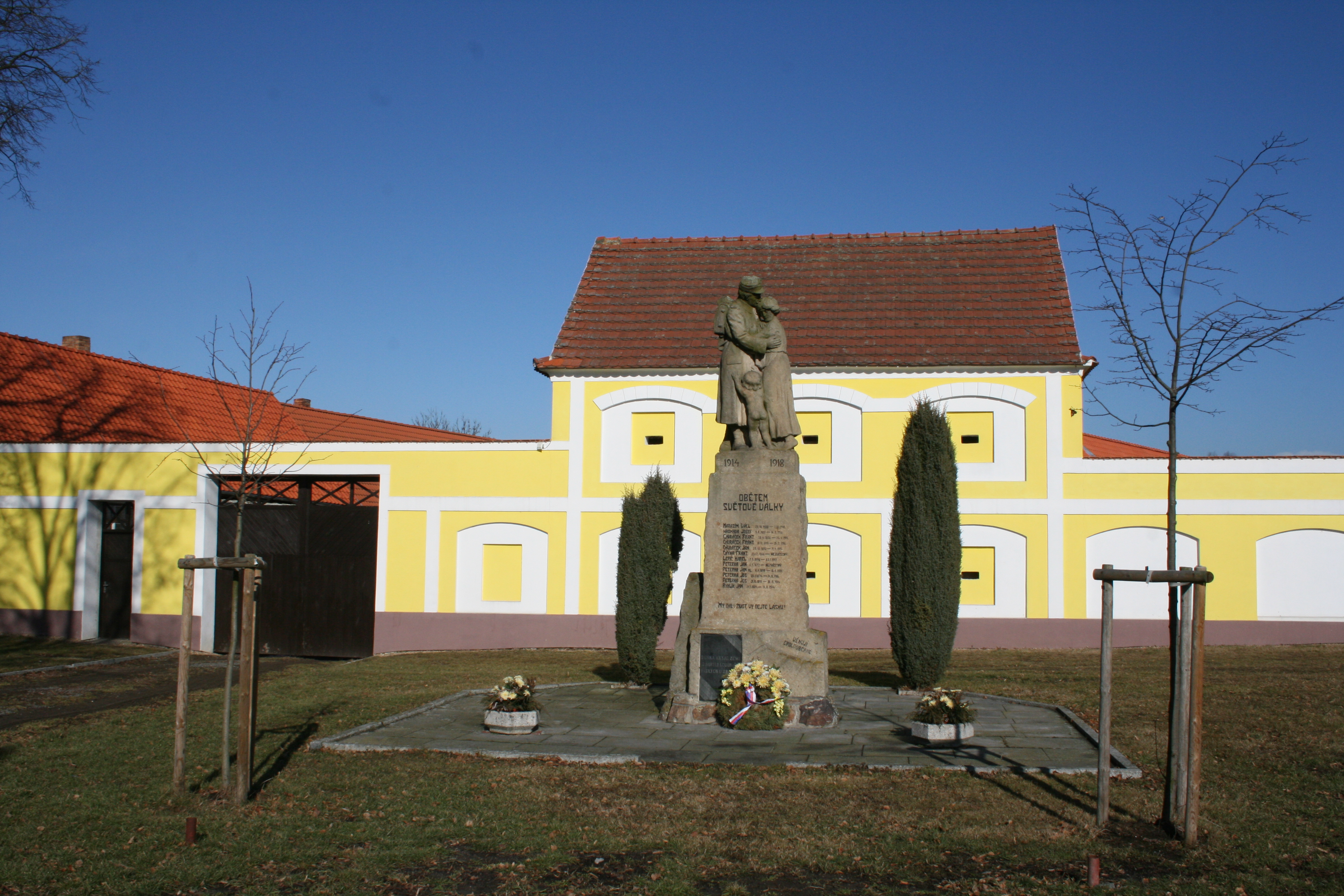
Denkmal für die Gefallenen des Ersten Weltkrieges auf dem Dorfplatz

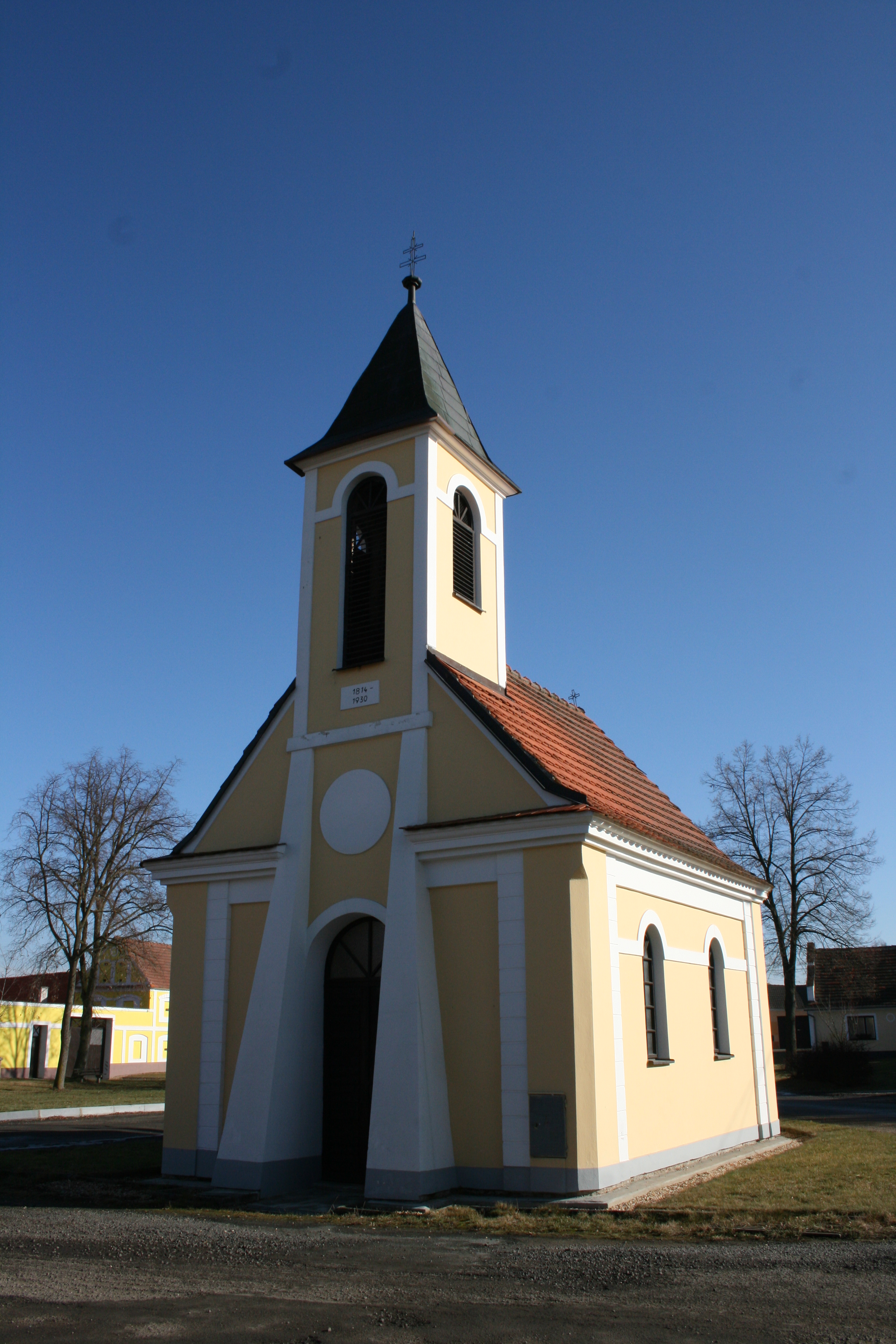
Kapelle auf dem Dorfplatz

Borkovice (deutsch Borkowitz) ist eine Gemeinde in Tschechien. Sie liegt fünf Kilometer nordwestlich von Veselí nad Lužnicí in Südböhmen und gehört zum Okres Tábor.

## Geographie
Borkovice befindet sich rechtsseitig des Baches Brod an dessen Einmündung in die Blatská stoka im Landstrich Soběslavská Blata im Wittingauer Becken. Südwestlich erhebt sich der Panský kopec (434 m). Gegen Norden erstrecken sich die Moorgebiete Borkovická blata und Kozohlůdky.
Nachbarorte sind Borkovický Dvůr, Svinky, Vlastiboř, Záluží, Mokrá und Vesce im Norden, Čeraz, Soběslav und Dráchov im Nordosten, Řípec und Žíšov im Osten, Veselí nad Lužnicí im Südosten, Horusice, Kundratice und Sviny im Süden, Dolní Bukovsko, Horní Bukovsko und Sobětice im Südwesten, Hartmanice und Mažice im Westen sowie Klečaty und Komárov im Nordwesten.

## Geschichte
Die erste schriftliche Erwähnung von Borkovice erfolgte am 1. April 1354, als Ulrich IV. von Neuhaus das Dorf zusammen mit Zálší, Mažice, Svinky, Vlastiboř und Sviny an die Rosenberger verkaufte. Ulrich II. von Rosenberg überließ 1430 einen Teil des Dorfes dem Augustiner-Chorherrenstift Wittingau. Nach der 1785 erfolgten Aufhebung des Stiftes erwarb Johann Fürst von Schwarzenberg 1787 die Klostergebäude sowie das Klostergut, das er an seine Herrschaft Wittingau anschloss. Nach 1817 entstand das Schulhaus. Der Torfabbau in den Mooren begann in der ersten Hälfte des 19. Jahrhunderts; er erfolgte in Handarbeit, das gestochene Torf wurde zu Torfziegeln getrocknet. Im Jahre 1840 bestand Borkowitz aus 52 Häusern mit 317 Einwohnern, davon waren zwölf Häuser dem Gut Zalschy untertänig. Im Ort bestand eine Schule. Zu Borkowitz gehörten ein abseitig gelegenes Jägerhaus (Jitra) und ein Wiesenhegerhaus. Pfarrort war Drachow. Bis zur Mitte des 19. Jahrhunderts blieb das Dorf immer dem Gut Wittingau untertänig.
Nach der Aufhebung der Patrimonialherrschaften bildete Borkovice/Borkowitz ab 1850 eine Gemeinde in der Bezirkshauptmannschaft Třeboň/Wittingau und dem Gerichtsbezirk Veselí nad Lužnicí. Nach der Errichtung einer neuen Schule wurde 1897 im alten Schulhaus ein Armenhaus eingerichtet, heute ist es Sitz des Gemeindeamtes. Während der deutschen Besetzung arbeiteten zwischen 1943 und 1945 Häftlinge des Arbeitserziehungslagers Plan in den Torfstichen. Nach der Aufhebung des Okres Třeboň wurde Borkovice 1948 Teil des Okres Soběslav. Seit der Mitte des 20. Jahrhunderts wurde der Torfabbau industriell betrieben, er wurde zum Ende der 1970er Jahre wegen Erschöpfung der Torflager eingestellt. Der Okres Soběslav wurde 1961 wieder aufgelöst und die Gemeinde dem Okres Tábor zugeordnet. Zum 1. Juli 1980 erfolgte die Eingemeindung von Zálší, Mažice, Klečaty, Sviny und Kundratice. Nach Referenden lösten sich diese Dörfer zum 24. November 1990 wieder los und bilden eigene Gemeinden.

## Gemeindegliederung
Für die Gemeinde Borkovice sind keine Ortsteile ausgewiesen. Zu Borkovice gehören die Einschichten Borkovický Dvůr und Jitra.

## Sehenswürdigkeiten
- Kapelle, errichtet 1814
- Mehrere Gehöfte im Blatastil des südböhmischen Bauernbarocks
- Naturdenkmal Borkovická blata, nördlich des Ortes, vom Hegerhaus Jitra führt ein Naturlehrpfad in das Torfmoor
- Hegerhaus Jitra, Alois Jirásek schrieb hier seinen Roman Proti všem
- Naturschutzgebiet Torfmoor Kozohlůdky, nördlich von Borkovice

## Söhne und Töchter der Gemeinde
- Ladislav Kubeš (1924–1998), Komponist, Arrangeur und Musiker